# Jeremy Finello
Jeremy Finello (ur. 13 maja 1992 w Genewie) – szwajcarski biathlonista, uczestnik igrzysk olimpijskich i mistrzostw świata.

## Osiągnięcia

### Igrzyska olimpijskie
| Rok  | Miejscowość | Konkurencje | Konkurencje | Konkurencje | Konkurencje | Konkurencje | Konkurencje | Konkurencje |
| Rok  | Miejscowość | IN          | SP          | PU          | MS          | RL          | MR          | SR          |
| ---- | ----------- | ----------- | ----------- | ----------- | ----------- | ----------- | ----------- | ----------- |
| 2018 | Pyeongchang | 47.         | 63.         | nd.         | nd.         | 15.         | nd.         | nd.         |

### Mistrzostwa świata
| Rok  | Miejscowość | Konkurencje | Konkurencje | Konkurencje | Konkurencje | Konkurencje | Konkurencje | Konkurencje |
| Rok  | Miejscowość | IN          | SP          | PU          | MS          | RL          | MR          | SR          |
| ---- | ----------- | ----------- | ----------- | ----------- | ----------- | ----------- | ----------- | ----------- |
| 2016 | Oslo        | 83.         | nd.         | nd.         | nd.         | 10.         | nd.         | nd.         |
| 2017 | Hochfilzen  | 63.         | 81.         | nd.         | nd.         | 16.         | nd.         | nd.         |
| 2019 | Östersund   | 24.         | 32.         | 31.         | 23.         | 11.         | 11.         | –           |
| 2020 | Anterselva  | nd.         | nd.         | nd.         | nd.         | 15.         | nd.         | –           |
| 2021 | Pokljuka    | 17.         | 73.         | nd.         | nd.         | 11.         | 10.         | –           |
| 2023 | Oberhof     | 45.         | 52.         | 28.         | nd.         | 6.          | nd.         | nd.         |
| 2024 | Nové Město  | 80.         | 46.         | dnf.        | nd.         | 14.         | nd.         | nd.         |
| 2025 | Lenzerheide | nd.         | 59.         | dnf.        | nd.         | nd.         | nd.         | nd.         |

### Mistrzostwa Europy
| Rok  | Miejscowość    | Konkurencje | Konkurencje | Konkurencje | Konkurencje | Konkurencje | Konkurencje | Konkurencje |
| Rok  | Miejscowość    | IN          | SP          | PU          | MS          | RL          | MR          | SR          |
| ---- | -------------- | ----------- | ----------- | ----------- | ----------- | ----------- | ----------- | ----------- |
| 2016 | Tiumeń         | nd.         | 33.         | 48.         | nd.         | nd.         | 11.         | ?.          |
| 2017 | Duszniki-Zdrój | 41.         | DNS         | 24.         | nd.         | nd.         | nd.         | ?.          |

### Puchar Świata

#### Miejsca w klasyfikacji generalnej
| Sezon     | Miejsce           |
| --------- | ----------------- |
| 2014/2015 | 81.               |
| 2015/2016 | 105.              |
| 2016/2017 | 81.               |
| 2017/2018 | 55.               |
| 2018/2019 | 45.               |
| 2019/2020 | 75.               |
| 2020/2021 | 50.               |
| 2021/2022 | niesklasyfikowany |
| 2022/2023 | 59.               |
| 2023/2024 | 54.               |
| 2024/2025 | 42.               |